# Китаев, Виктор Васильевич (футболист)
Виктор Васильевич Китаев (1 июля 1950 — 22 февраля 2008) — советский футболист, нападающий.

## Биография
Начал выступать на взрослом уровне в 1968 году в составе клуба «Металлург» (Красный Сулин) во второй лиге. Затем в течение трех сезонов выступал за волгоградскую команду «Трактор»/«Сталь» (ныне — «Ротор»). В 1972 году играл за пятигорский «Машук».
В 1973 году перешёл в ростовский СКА. Дебютный матч в высшей лиге сыграл 1 сентября 1973 года против «Днепра», заменив на 68-й минуте Юрия Чуркина, а всего принял участие в двух матчах.
В 1974 году играл в первой лиге за «Спартак» (Орджоникидзе). Затем выступал в клубах второй лиги — четыре сезона провёл в составе «Ростсельмаша» (сыграл 120 матчей), один сезон — в орловском «Спартаке». Завершил карьеру в 1981 году в составе «Атоммаша». Неоднократно забивал более 10 голов за сезон, личный рекорд — 19 голов в 1979 году в составе орловского клуба.
После окончания игровой карьеры работал в Ростове-на-Дону с детско-юношескими командами.
Скоропостижно скончался 22 февраля 2008 года на 58-м году жизни.